# Smrt panen
Smrt panen (v anglickém originále The Virgin Suicides) je americký dramatický film z roku 1999. Režisérem filmu je Sofia Coppola. Hlavní role ve filmu ztvárnili James Woods, Kathleen Turner, Kirsten Dunst, Josh Hartnett a Michael Paré.

## Obsazení
| James Woods        | Ronald Lisbon         |
| Kathleen Turner    | paní Lisbon           |
| Kirsten Dunst      | Lux Lisbon            |
| Josh Hartnett      | Trip Fontaine         |
| Michael Paré       | dospělý Trip Fontaine |
| A. J. Cook         | Mary Lisbon           |
| Hanna R. Hall      | Cecilia Lisbon        |
| Leslie Hayman      | Therese Lisbon        |
| Jonathan Tucker    | Tim Winer             |
| Robert Schwartzman | Bernard Abbott        |
| Scott Glenn        | otec Moody            |
| Danny DeVito       | E. M. Horniker        |
| Hayden Christensen | Jake Hill Conley      |
| Giovanni Ribisi    | vypravěč              |